# Línia R17
La línia R17 és un servei de ferrocarril regional entre Barcelona Estació de França i Salou - Port Aventura de Rodalies de Catalunya, de la Generalitat de Catalunya, i operada per Renfe Operadora que circula a través de línies de ferrocarril de via d'ample ibèric d'Adif.

## Història
Aquest servei regional es va crear el 13 de gener de 2020, arran de la posada en servei de la variant de Vandellòs del Corredor Mediterrani. Aquesta nova infraestructura va implicar la clausura definitiva del traçat ferroviari entre el baixador de Salou - Port Aventura i la central de Vandellòs, deixant sense servei dues estacions (Salou i Mont-roig del Camp) i traslladant als afores dels nuclis urbans dues altres (Cambrils i L'Hospitalet de l'Infant). Així doncs, atesa la nova situació en cul-de-sac de Port Aventura, es va decidir crear una nova línia entre aquest baixador i Barcelona Estació de França, que es va denominar R17. D'aquesta manera es complementaven les 5 freqüències diàries de la línia RT2 (que a partir del 13/01/2020 tenia com a capçalera Port Aventura).
Inicialment la R17 anava entre Tarragona i Port Aventura, per tant si el viatger tenia com a origen/destinació Barcelona havia de realitzar transbord a aquesta estació amb les línies R14, R15 o R16. Al març del 2020 es van modificar els horaris d'aquesta línia per a que tots els viatges de la R17 arribessin fins a Barcelona Estació de França.

## Línies per on transcorre el servei
- Línia Barcelona-Vilanova-Valls (Barcelona via túnel d'Aragó - Sant Vicenç de Calders)
- Línia Barcelona-Martorell-Vilafranca-Tarragona (Sant Vicenç de Calders - Tarragona)
- Línia Tarragona-Tortosa/Ulldecona (Tarragona - L'Aldea-Amposta - Tortosa - Estació de L'Aldea-Amposta - Ulldecona)

| Estació                     | Municipi             | Correspondències | Serveis                                                           |
| --------------------------- | -------------------- | ---------------- | ----------------------------------------------------------------- |
| Barcelona-Estació de França | Barcelona            |                  | Aparcament · Servei d'autobús urbà                                |
| Barcelona-Passeig de Gràcia | Barcelona            |                  | Aparcament · Servei d'autobús urbà                                |
| Barcelona-Sants             | Barcelona            |                  | Aparcament · Ascensor · Estació d'autobús · Servei d'autobús urbà |
| Vilanova i la Geltrú        | Vilanova i la Geltrú |                  | Aparcament · Servei d'autobús urbà                                |
| Sant Vicenç de Calders      | El Vendrell          |                  | Aparcament                                                        |
| Torredembarra               | Torredembarra        |                  |                                                                   |
| Altafulla-Tamarit           | Altafulla            |                  | Aparcament                                                        |
| Tarragona                   | Tarragona            |                  | Servei d'autobús urbà                                             |
| Salou - Port Aventura       | Salou                |                  | Aparcament                                                        |